# محطة قطار تشينلي
محطة قطار تشينلي (بالإنجليزية: Chinley railway station)‏‏ هي محطة قطار في المملكة المتحدة، تُشغلها قطارات إيست ميدلاند. افتُتحت هذه المحطة في 1867، ويبلغ عدد مسارات أرصفتها 2.